# Narmandachyn Naranchüü
Narmandachyn Naranchüü (mongolski Нармандахын Наранхүү; ur. 2000) – mongolski zapaśnik walczący w stylu wolnym. Brązowy medalista mistrzostw świata w 2022 roku.
Zajął ósme miejsce na mistrzostwach Azji w 2022. Trzeci na MŚ U-23 w 2021 i mistrzostwach Azji kadetów w 2017 roku